# Roar (película)
Roar (El gran rugido en Hispanoamérica) es una película estadounidense de thriller y comedia. Dirigida por Noel Marshall y protagonizada por Marshall, Tippi Hedren y Melanie Griffith. La película sigue a Hank, un naturalista que vive en una reserva natural en África con leones, tigres y otros grandes felinos, pero cuando su familia intenta visitarlo, los tres deben enfrentarse a los animales.
Marshall y Hedren comenzaron a recoger animales de zoológicos y circos porque querían utilizar esta película para educar al público sobre los peligros de la caza furtiva. Durante el rodaje hubo 70 casos de lesiones en el reparto y el equipo causados por el mal manejo de los felinos. La película se estrenó a nivel internacional excepto en los Estados Unidos. Fue un fracaso de taquilla, ya que solo recaudó 2 millones de dólares de su presupuesto de 17 millones, y se considera uno de los mayores fracasos cinematográficos.

## Trama
El naturalista estadounidense Hank (Noel Marshall) vive en una reserva natural en Tanzania con una colección de grandes felinos para estudiar su comportamiento. Aunque debe recoger a su esposa Madeleine (Tippi Hedren) y a sus hijos John, Jerry y Melanie (Melanie Griffith) en el aeropuerto para llevarlos a su casa, su amigo Mativo (Kyalo Mativo) lo retrasa y le advierte que un comité vendrá a revisar su subvención. Mientras le muestra a Mativo su rancho y el resto de la reserva mientras esperan, Hank explica la naturaleza de la manada de leones y su miedo a Togar, un león rebelde que a menudo se pelea con el líder de la manada, Robbie. Hank le pide a Mativo que lo ayude a mantener a salvo la manada.
Llega el comité de subvenciones. Uno de sus miembros, Prentiss (Steve Miller), desaprueba a los grandes felinos y amenaza con dispararles. Una pelea entre dos leones distrae a Hank; lo rompe a pesar de que le muerden la mano. Mientras Hank se venda la mano, los tigres atacan a los miembros del comité y hieren a algunos de ellos y, aunque Hank ofrece ayuda, se van asustados. Mativo expresa su preocupación por otro ataque cuando Hank trae a su familia al rancho. Cuando parten hacia el aeropuerto en el barco de Mativo, dos tigres saltan a bordo y viajan con ellos. Mativo choca contra un tronco en el agua, lo que provoca que la embarcación se hunda. Los dos hombres nadan hacia un lugar seguro.
Un asistente del aeropuerto, Lenord (Lenord Bokwa), aconseja a Madeleine, John, Jerry y Melanie que aborden un autobús. Llegan al rancho y entran a la casa, dándose cuenta de que la han dejado desatendida. Cuando Madeleine y Jerry abren las ventanas y las puertas, se sorprenden al ver a los leones comiendo el cadáver de una cebra frente a la casa. La familia se asusta cuando los animales entran a la casa e intentan escapar, pero Togar los persigue. Jerry encuentra un rifle e intenta dispararle a Togar mientras él lucha contra Robbie. Melanie teme que los animales hayan matado a su padre.
Hank y Mativo, todavía perseguidos por los tigres, toman dos bicicletas de un pueblo local. Para evitar que los tigres sigan a Hank al aeropuerto, Mativo trepa a un árbol y los distrae. Hank se encuentra con el encargado del aeropuerto, quien le dice que su familia tomó el autobús a su rancho. Hank regresa en el auto de Lenord y rescata a Mativo del árbol. Una de las llantas del auto se pincha en un camino rocoso y Hank corre hacia el rancho mientras Mativo defiende a los tigres con un paraguas.
A la mañana siguiente, la familia aborda el barco de Hank para intentar escapar, pero un elefante devuelve el barco a la orilla y lo destruye. John busca ayuda en la motocicleta de Hank, pero los grandes felinos lo persiguen y se adentra en el lago. Después de escapar de otro elefante, la familia cruza el lago nadando y encuentra otra casa donde duermen. Cuando despiertan, se encuentran rodeados por la manada y concluyen que, dado que todavía están vivos, los animales no tienen intención de hacer daño a ellos.
Prentiss intenta persuadir al comité para que cace y mate a los leones de Hank. Aunque no tiene éxito, él y Rick (Rick Glassey), otro miembro del comité, disparan a muchos de los grandes felinos de todos modos. Finalmente Togar los ataca y, aunque Hank ve el asalto e intenta intervenir, el león mata a Prentiss y Rick antes de regresar a la casa para luchar contra Robbie. Robbie se enfrenta a Togar y la pelea termina. Hank llega al rancho y encuentra a su familia esperándolo. Llega Mativo y Hank le pide que no mencione a Prentiss ni a la muerte de Rick; le presentan a la familia de Hank, quienes acceden a quedarse una semana.

## Reparto
- Tippi Hedren como Madelaine (madre)
- Noel Marshall como Hank (padre)
- Melanie Griffith como Melanie (hija)
- John Marshall como John (hijo mayor)
- Jerry Marshall como Jerry (hijo menor)
- Kyalo Mativo como Mativo (amigo del padre)

## Producción
Roar fue concebida por Marshall y Hedren en 1969, después de que ella protagonizara Satan's Harvest en Mozambique. Ambos se encontraron con una casa rural en Parque nacional de Gorongosa que estaba habitada por una manada de leones. Su guía de autobús y los habitantes de la zona les contaron que las poblaciones de animales de África estaban en peligro de extinción debido a la caza furtiva, lo que les inspiró a pensar en hacer una película en respuesta. Marshall y Hedren explicaron su idea a sus hijos (Melanie Griffith, John y Jerry Marshall), a quienes les gustó la idea y aceptaron participar como actores. Marshall y Hedren visitaron reservas de animales en su tiempo libre y hablaron con expertos en leones. Se enteraron de que tendrían que filmar en Estados Unidos, ya que los leones domesticados eran raros en África.
Marshall y Hedren empezaron a tener cachorros de león, adquiridos en zoológicos y circos, en su casa de Sherman Oaks. Esto era ilegal, ya que no obtuvieron previamente el permiso de las autoridades; además, faltaban unos años para que la normativa de la Endangered Species Act of 1973 (Ley de Especies en Peligro de 1973) de Estados Unidos impusiera mayores restricciones a los propietarios de grandes felinos. Las autoridades fueron notificadas de los animales en 1972, y les ordenaron a ambos que los retiraran de la propiedad. La pareja compró un terreno en el Soledad Canyon y contrató personal para construir un plató junto con una casa de dos plantas inspirada en la arquitectura africana. La casa estaba sostenida por catorce postes telefónicos que la hacían lo suficientemente resistente como para soportar el peso de cincuenta grandes felinos, que serían 9.100 kg.
En 1979, la familia había reunido 71 leones, 26 tigres, un tigón, nueve panteras negras, 10 pumas, dos jaguares, cuatro leopardos, dos elefantes, seis cisnes negros, cuatro gansos de Canadá, cuatro grullas, dos pavos reales, siete flamencos y una cigüeña de marabú; el único animal que rechazaron fue un hipopótamo. Marshall y Hedren tuvieron que contratar a adiestradores de animales cuando recibieron más leones: por ejemplo, un adiestrador, Frank Tom, trajo su puma mascota que necesitaba ser realojado. Tras seis años de preparación, los grandes felinos eran unos 100; el total acabaría llegando a 150.

### Lesiones en el plató
Debido al gran número de animales no entrenados presente en el plató, se registraron 48 lesiones en los dos años siguientes al inicio del rodaje. Se calcula que del equipo de 140 personas de Roar, al menos 70 resultaron heridas durante la producción.
Marshall fue mordido en la mano cuando rodaba una escena de lucha entre dos leones machos, y en un primer momento los médicos temieron que pudiera perder el brazo. Al ser mordido por un león, que sentía curiosidad por su maquillaje antirreflejo, sufrió ocho heridas punzantes en la pierna. Para entonces, Marshall ya había sido mordido unas once veces. Fue hospitalizado cuando se lesionó la cara y el pecho y se le diagnosticó una intoxicación sanguínea. Tardó años en recuperarse.
Durante el rodaje de una promoción en 1973, Hedren fue mordida en la cabeza por un león, Cherries, cuyos dientes le rasparon el cráneo. Fue trasladada al Sherman Oaks Hospital, donde le curaron las heridas y le pusieron la vacuna del tétanos. Fue ingresada en el Antelope Valley Hospital después de que Tembo, el elefante de cinco toneladas, la levantara y le fracturara el tobillo con su trompa antes de sacarla de su lomo; Hedren dijo que Tembo intentó evitar que se cayera, y que no tuvo la culpa. Quedó con flebitis y gangrena, además de una mano fracturada y otras lesiones en la pierna. Pocos días antes, Tembo había empujado a su entrenadora, Patricia Barbeau, contra un árbol y le había roto el hombro.
Melanie Griffith recibió 50 puntos de sutura tras ser atacada por una leona. Se temió que perdiera un ojo, pero finalmente se recuperó sin quedar desfigurada, aunque necesitó una reconstrucción facial. Un león se abalanzó sobre John Marshall y le mordió en la cabeza, causándole una herida que requirió 56 puntos de sutura. Jerry Marshall fue mordido en el muslo por uno de los leones mientras estaba en una de las jaulas del set de rodaje, y estuvo en el hospital junto a Hedren durante un mes.
La mayoría de los miembros del equipo resultaron heridos. Al director de fotografía Jan de Bont un león le arrancó el cuero cabelludo mientras filmaba bajo una lona. Recibió 220 puntos de sutura. Togar, uno de los actores principales del león, mordió al ayudante de dirección Doron Kauper en la garganta, en la zona de la mandíbula y trató de arrancarle una oreja después de que Kauper provocara involuntariamente un ataque escenificado. Kauper también sufrió heridas en el cuero cabelludo, el pecho y el muslo, y fue ingresado en el Palmdale General Hospital, donde tuvo que ser operado durante cuatro horas y media.
Tras presenciar los ataques, veinte miembros del equipo abandonaron el plató 'en masse', y múltiples personas que se enteraron de los ataques abandonaron el plató para siempre.

## Estreno
Roar no se estrenó en su país de origen, Estados Unidos. Hedren declaró que esto se debió a que los distribuidores de la película querían la "lion's share" (la 'parte del león') de los beneficios, que ella y Marshall habían pensado destinar al cuidado de los animales de la película. Terry Albright, miembro del equipo de la película, dijo que no se distribuyó a nivel nacional porque el equipo no estaba sindicado, excepto De Bont. Roar se proyectó inicialmente a nivel internacional el 22 de febrero de 1981 por Noel y su hijo John Marshall. Su estreno mundial, sin embargo, tuvo lugar ocho meses después en Sidney, Australia, el 30 de octubre de 1981. En España, la película se tituló El gran rugido en lugar de su título simplificado, Roar (rugido). La recaudación mundial de la película fue de 2 millones de dólares, en comparación con su presupuesto de 17 millones. Por ello, se considera una de las mayores pérdidas de taquilla de su época.
En 2015, 34 años después de su estreno, Drafthouse Films compró los derechos de Roar, y la lanzó por primera vez en los Estados Unidos ese año.